# Nagyrécse
Nagyrécse è un comune dell'Ungheria di 1.057 abitanti (dati 2001). È situato nella contea di Zala.